# Сокальська міська рада
Сокальська міська рада — орган місцевого самоврядування у Шептицькому районі Львівської області. Адміністративний центр ради — місто Сокаль.

## Загальні відомості
Водоймища на території, підпорядкованій даній раді: річка Західний Буг.

## Населені пункти
Міській раді підпорядковані населені пункти:
- м. Сокаль

## Склад ради
Рада складається з 36 депутатів та голови.

### Керівний склад попередніх скликань
| ПІБ                        | Основні відомості                                                             | Дата обрання | Дата звільнення |
| -------------------------- | ----------------------------------------------------------------------------- | ------------ | --------------- |
| Савчук Петро Миколайович   | Міський голова, 1953 р.н., освіта, член Конгресу Українських Націоналістів    | 26.03.2006   | 31.10.2010      |
| Зарічний Богдан Степанович | Міський голова, 1968 р.н., освіта вища, член політичної партії «Наша Україна» | 31.10.2010   | 25.10.2015      |
| Кондратюк Вадим Іванович   | Міський голова, 1968 р.н., освіта вища, член політичної партії «КУН»          | 25.10.2015   | 25.10.2020      |

Примітка: таблиця складена за даними джерела